# Tachystola cerochyta
Tachystola cerochyta är en fjärilsart som beskrevs av Turner 1940. Tachystola cerochyta ingår i släktet Tachystola och familjen plattmalar. Inga underarter finns listade i Catalogue of Life.